# Hemen
Hemen est un dieu guerrier très ancien de la mythologie égyptienne, originaire de Haute-Égypte. Il combat les forces du chaos en transperçant de sa lance un hippopotame (représentant des forces du mal). C'est un dieu local en rapport avec l'au-delà. Dans les anciens textes des pyramides il apparaît comme un dieu bienfaiteur, protecteur d'Osiris, qu'il doit venger ; il a alors l'aspect d'un harpon et, comme tel, il s'attaque à l'hippopotame de Seth.
Il était adoré à Hefat, ville située en Haute-Égypte, au sud de Louxor. À Asfinis c'était une forme d'Horus. Des fêtes nautiques lui étaient consacrées qui se terminaient par la mise à mort d'un hippopotame qui représentait le mal et l'ennemi.
Dans le livre des morts, il est représenté tenant un serpent dans ses mains. Ainsi Hemen a pour rôle de combattre les forces du mal. Il fut lié à Isis et Nephtys dont il eut une fille.